# Die Harmonie der Welt
Die Harmonie der Welt (títol original en alemany, en català L'harmonia del món) és una obra dramaticomusical en cinc actes composta  per Paul Hindemith sobre un llibret en alemany del mateix compositor, basat en Harmonices Mundi de Johannes Kepler. Es va estrenar l'11 d'agost de 1957 al Prinzregententheater de Múnic.